# Ridha Kalaï
Ridha Kalaï (arabe : رضا القلعي), de son nom complet Mohamed Ridha Ben Allala Kalaï, né le 8 ou le 19 mai 1931 à Tunis et décédé le 8 mai 2004, est un musicien tunisien et l'un des plus célèbres violonistes du pays.

## Biographie
Né dans une famille de la capitale, il apprend le violon auprès de son père tisserand. Le jeune Kalaï suit ses études primaires à l'école Kheireddine dont le cours est interrompu par la Seconde Guerre mondiale. Il rejoint alors la boutique du musicien Abdelaziz Jemaïel qui lui donne durant quatre ans des cours de oud et de violon. Après ces cours, il trouve un nouveau maître, l'artiste italien Sotrana, qui lui donne durant cinq ans des cours de violon. Par la suite, il rencontre les musiciens Béchir Jouher et Hédi Sanhaji et forme avec eux et son frère aîné la troupe Al Manar qui introduit pour la première fois des instruments jusque-là étrangers aux orchestres tunisiens : le piano, l'accordéon, la trompette, la clarinette, etc. Elle a aussi le mérite de découvrir et de lancer dans le monde artistique de nombreux musiciens et chanteurs.
En 1948, Mahmoud Aslan loue le Palais des Sociétés françaises et le met à la disposition de la troupe pour une soirée qui réunit un public record avec des chanteurs comme Ali Riahi et Raoul Journo. Plus tard, Kalaï rencontre le comédien Béchir Rahal et épouse sa fille aînée Samira avec qui il aura cinq enfants (Chaker, Héla, Riadh, Samir et Hichem). Sa belle-sœur Beya, âgée de 13 ans, chante si bien qu'il lui compose des chansons : ceci constitue les premiers pas de la future Oulaya.
En plus du violon, Ridha Kalaï est parolier et compositeur pour des artistes comme Hédi Kallel, Safia Chamia, Naâma, Hédi Mokrani ou Ezzeddine Idir. C'est également lui qui découvre les danseuses Zina et Aziza et Hamadi Laghbabi.
Il meurt le 8 mai 2004 à l'âge de 73 ans.